# Calluga
Calluga is een geslacht van vlinders van de familie spanners (Geometridae), uit de onderfamilie Larentiinae.

## Soorten
- C. catocalaria Snellen, 1881
- C. cissocosma Turner, 1904
- C. costalis Moore, 1887
- C. crassitibia Warren, 1901
- C. elaeopa Turner, 1908
- C. fasciata Warren, 1906
- C. grammophora Prout, 1958
- C. gyroducta Fletcher, 1957
- C. longispinata Warren, 1907
- C. lophoceras Prout, 1931
- C. miantosoma Warren, 1907
- C. pallidipunctata Warren, 1907
- C. poliophrica Turner, 1922
- C. psaphara Prout, 1929
- C. purpureoviridis Warren, 1903
- C. semirasata Warren, 1903
- C. variotincta Warren, 1907